# 11946 Bayle
11946 Bayle (1993 PB7) là một tiểu hành tinh vành đai chính được phát hiện ngày 15 tháng 8 năm 1993 bởi E. W. Elst ở Caussols.